# Писанец
Писанец (болг. Писанец) — село в Болгарии. Находится в Русенской области, входит в общину Ветово. Население составляет 396 человек.

## Политическая ситуация
В местном кметстве Писанец, в состав которого входит Писанец, должность кмета (старосты) исполняет Стефан Радков Дамянов (независимый) по результатам выборов правления кметства.
Кмет (мэр) общины Ветово — Рейхан Ахмед Хабил (Движение за права и свободы (ДПС)) по результатам выборов в правление общины.